# Олимпийский хоккейный центр (Афины)
Олимпийский хоккейный центр (греч. Ολυμπιακό Κέντρο Χόκεϊ Ελληνικού) — стадион в греческом городе Элиниконе (южном пригороде в Афин), на котором проводились матчи турнира по хоккею на траве летних Олимпийских игр 2004 года.

## История
Хоккейный центр был построен к летним Олимпийским играм 2004 года в составе олимпийского комплекса «Элиникон». В его состав входили два поля для хоккея на траве — одно с трибунами на 7300 мест, другое на 2100 мест — и тренировочное поле.
Строительство центра завершили 29 февраля 2004 года. Официальное открытие состоялось 11 августа 2004 года, за два дня до старта Олимпиады.

## Использование
Поля центра 14—27 августа 2004 года приняли 71 матч мужского и женского турниров по хоккею на траве. Во время матчей для зрителей было доступно соответственно 5200 и 1200 мест. Тренировочное поле также использовалось для разминки участников других соревнований в олимпийском комплексе.
Кроме того, в 2004 году здесь состоялись матчи по футболу 5х5 и 7х7 в рамках летних Паралимпийских игр в Афинах.
После этого хоккейный центр не использовался, не ремонтировался и находится в заброшенном состоянии, трибуны и поля разрушены.